# Léon Mathot
Pour les articles homonymes, voir Mathot.
Léon Mathot, né le 6 mars 1885 à Roubaix et mort le 6 mars 1968 à Paris, est un acteur et réalisateur français.
Il a joué le rôle d’Edmond Dantès dans le film Le Comte de Monte-Cristo, réalisé par Henri Pouctal en 1918. Il a également joué dans Cœur fidèle de Jean Epstein en 1923.

## Biographie
Léon Mathot naît le 6 mars 1885 à Roubaix
Après avoir passé sa jeunesse à Liège et suivi les cours du Conservatoire, Léon Mathot fait ses débuts sur les planches à Lyon, puis joue à Bruxelles et à Paris. Grâce à son ami Lucien Nonguet qui tournait des scènes burlesques pour Pathé, il vient au cinéma en 1907 pour jouer des rôles de figuration, puis des rôles plus importants avec Henri Andréani. Pendant la guerre, Léon Mathot passe au Film d'art, et y travaille sous la direction du jeune Abel Gance. Sa collaboration avec Henri Pouctal commence avec Volonté et culmine, en 1917, avec le Comte de Monte-Cristo qui lui apporte la célébrité. La renommée de l'acteur ne fait que grandir dans les années 1920 et fait de lui une des vedettes les plus populaires du cinéma muet, avec des films tels que L'Ami Fritz (1920), L'Empereur des Pauvres (1922), Cœur Fidèle (1923), L’Auberge Rouge (1923), Mon Oncle Benjamin (1923), Le Mirage de Paris (1925), Le Puits de Jacob (1926), Yasmina (1927), Le Mystère de la Villa Rose (1929), La Maison de la flèche (1930). Dans deux films la comédienne Madeleine Erickson est sa partenaire, dans Mon oncle Benjamin (1923) et dans Le mirage de Paris (1925).
Sentant son étoile décliner, il passe derrière la caméra en 1928, d'abord en collaboration avec André Liabel, tout en continuant à jouer, puis devient réalisateur à part entière à partir de 1930. Il ne fera plus que deux apparitions à l'écran, dans Passeport 13 444 qu'il dirige lui-même (1931) et dans Deuxième Bureau contre Kommandantur (1939) de René Jayet et Robert Bibal, son ultime rôle de comédien. Il tourne d'abord des films de commande, sans autre ambition que celle de divertir : plusieurs véhicules pour le chanteur comique Georges Milton (La Bande à Bouboule, Bouboule 1er Roi des Nègres, Embrassez-moi, Nu comme un Ver, Le Comte Obligado) et l'adaptation d’une opérette pour Dranem (La Mascotte). Puis, il se met au cinéma d'espionnage à une époque où ce genre n'était guère en faveur, en réalisant deux des quatre aventures du « Capitaine Benoît » d'après « Ceux du SR » de Charles-Robert Dumas (Les Loups entre eux et L'Homme à abattre).
Insensiblement, il change alors de style, adapte le Chéri-Bibi de Gaston Leroux (incarné par Pierre Fresnay), qui sera considéré comme l'un de ses meilleurs films. En 1938, il signe Le Révolté, d'après un roman de Maurice Larrouy, adapté et dialogué par un jeune scénariste nommé Clouzot, film qui marque l'un des premiers rôles d'importance de René Dary (Mathot dirigera à nouveau le même acteur quatre ans plus tard dans Forte Tête). Puis, après un bref retour à la comédie (Le Bois Sacré avec Victor Boucher et André Lefaur, d'après la pièce de Flers et Caillavet), il réalise Rappel Immédiat avec Erich von Stroheim et Mireille Balin, nouveau film d'espionnage très remarqué. Il s'était essayé au mélodrame exotique en 1937 avec Aloha, le chant des îles, et s'intéresse aux peuples nomades en 1941 avec Cartacalha, reine des gitans, qui consacrera la carrière de Viviane Romance.
La critique appréciera également son adaptation d'Alphonse Daudet, Fromont jeune et Risler aîné. Après la guerre, il alterne des productions mélodramatiques (La Route du Bagne), des fictions policières (Le Dolmen Tragique) et des films d’aventures (La Dernière Chevauchée), et se distingue en tournant une pseudo biographie de Marcel Cerdan jouée par le boxeur en personne (L'Homme aux Mains d'argile). Après avoir supervisé La Rue sans Loi, inspiré des dessins de Dubout et signé Marcel Gibaud, il termine sa carrière par un bref retour à la comédie (Mon Gosse de Père, avec Maurice Teynac, Jean Tissier et Armand Bernard). Il est nommé vice-président (1938-1959) puis président de la Cinémathèque française (1959-1967), et président de l'Union Européenne des Techniciens du Film et de la Télévision.
Léon Mathot meurt le 6 mars 1968 au sein de l'hôpital Tenon dans le 20e arrondissement de Paris, et est inhumé au cimetière ancien d'Asnières-sur-Seine.

## Filmographie

### Comme acteur
- 1906 : La Course à la perruque de Georges Hatot et André Heuzé
- 1911 : Gontran champion du monde
- 1911 : Gontran aime les animaux
- 1911 : Gontran a le coup de foudre de Lucien Nonguet
- 1911 : Gontran ne veut pas être trompé
- 1912 : La Légende des chevaliers d'Algalbert d'Henri Andréani
- 1912 : Gontran charmeur
- 1912 : Gontran enlève la femme aimée
- 1912 : Gontran interviewe une étoile
- 1912 : Gontran roi du piano
- 1912 : Gontran ronfle-t-il ?
- 1912 : Les Rivaux d'Arnheim d'Henri Andréani
- 1912 : La Dramatique Passion d'Algabert et d'Élisabeth de Rodembourg d'Alfred Machin
- 1912 : Joachim Goëthal et le secret de l'acier (Le secret de l'acier) d'Alfred Machin
- 1913 : Gontran et le billet de faveur
- 1913 : Gontran liquide… pour cause de mariage
- 1913 : Gontran 1er roi
- 1913 : Gontran médecin de service de Lucien Nonguet
- 1913 : Gontran fait des conquêtes de Lucien Nonguet
- 1913 : Le Roi du bagne de René Leprince
- 1914 : Gontran victime des cartes postales
- 1914 : Gontran émule de Sherlock Holmes
- 1914 : Gontran a des bottines neuves
- 1914 : Gontran pompier par amour
- 1914 : Le Pont fatal d'Henri Andréani
- 1914 : La Lumière qui s'éteint de Louis J. Gasnier
- 1915 : L'Intrus (Sous l'uniforme) de Camille de Morlhon : Maurice
- 1915 : Strass et Compagnie d'Abel Gance
- 1915 : Les Faussaires de Louis Paglieri
- 1915 : Le Lord ouvrier d'Henri Diamant-Berger et Max André
- 1915 : Les Gants blancs de Saint-Cyr d'Henri Diamant-Berger
- 1916 : Les Dames de Croix-Mort de Maurice Mariaud
- 1916 : Les Gaz mortels (Le brouillard sur la ville) d'Abel Gance
- 1916 : Nemrod et compagnie  de Maurice Mariaud : Marquis de Pont-Croix
- 1916 : Le Droit à la vie d'Abel Gance : Jacques Alberty
- 1916 : Le Moulin tragique de Georges Laîné
- 1916 : La Source de beauté (Fioritures) d'Abel Gance : Julien Darvoncourt
- 1917 : Son héros de Charles Burguet
- 1917 : Les écrits restent de Georges-André Lacroix
- 1917 : Les Dames de Croix-Mort
- 1917 : Volonté d'Henri Pouctal : Louis Hérault
- 1917 : Barberousse d'Abel Gance : Trively
- 1917 : La Zone de la mort d'Abel Gance
- 1918 : Le Comte de Monte-Cristo d'Henri Pouctal : Edmond Dantès / Monte Cristo
- 1918 : Les Petites Marionnettes de Louis Feuillade (court métrage)
- 1918 : La Maison d'argile de Gaston Ravel
- 1918 : La Course du flambeau de Charles Burguet
- 1918 : Le Marchand de bonheur de Georges-André Lacroix
- 1919 : Travail d'Henri Pouctal : Luc Froment
- 1920 : Papillons d'Édouard Violet
- 1920 : L'Ami Fritz de René Hervil : Fritz Kobus
- 1920 : L'Empire du diamant de Léonce Perret : Arthur Graves
- 1921 : Blanchette de René Hervil
- 1922 : L'Empereur des pauvres de René Leprince : Marcos Anavan
- 1922 : Être ou ne pas être de René Leprince : Pierre de Kérouec
- 1922 : Jean d'Agrève de René Leprince : Jean d'Agrève
- 1922 : La Robe déchirée de Jacques de Baroncelli (court métrage)
- 1923 : Vent debout de René Leprince
- 1923 : Cœur fidèle de Jean Epstein : Jean
- 1923 : L'Auberge rouge de Jean Epstein d'après Honoré de Balzac : Prosper Magnan
- 1924 : Mon oncle Benjamin de René Leprince
- 1924 : Les Cinquante Ans de Don Juan (Le Réveil de Maddalone) d'Henri Étiévant
- 1924 : Le Diable dans la ville de Germaine Dulac : Marc Herner
- 1924 : La Nuit de la revanche d'Henri Étiévant
- 1925 : Le Puits de Jacob d'Edward José
- 1925 : La Blessure (Les Ailes brûlées) de Marco de Gastyne
- 1925 : Le Mirage de Paris (Au pied du géant) de Jean Manoussi : Charles Bonard
- 1926 : Yasmina d'André Hugon
- 1926 : Rue de la paix d'Henri Diamant-Berger
- 1926 : Le Berceau de Dieu de Fred Leroy-Granville : John Powers
- 1927 : Celle qui domine de Léon Mathot et Carmine Gallone
- 1928 : Dans l'ombre du harem de Léon Mathot et André Liabel
- 1929 : L'Instinct de Léon Mathot et André Liabel
- 1929 : L'appassionata de Léon Mathot et André Liabel
- 1930 : La Maison de la flèche d'Henri Fescourt : Langeac
- 1930 : Le Mystère de la villa rose de René Hervil et Louis Mercanton : Langeac
- 1931 : Passeport 13.444 de Léon Mathot : André de Bussac
- 1939 : Deuxième bureau contre Kommandantur de René Jayet et Robert Bibal : Abbé Gaillard

### Comme réalisateur
- 1927 : Celle qui domine
- 1928 : Dans l'ombre du harem
- 1929 : L'appassionata
- 1930 : L'Instinct (coréalisateur : André Liabel)
- 1931 : Le Refuge
- 1931 : Passeport 13.444
- 1931 : La Bande à Bouboule
- 1932 : Embrassez-moi
- 1933 : Bouboule 1er, roi nègre
- 1933 : Nu comme un ver
- 1935 : Le Comte Obligado
- 1935 : La Mascotte
- 1936 : Les Loups entre eux
- 1937 : Aloha, le chant des îles
- 1937 : L'Homme à abattre
- 1937 : L'Ange du foyer
- 1938 : Le Révolté avec René Dary
- 1938 : Chéri-Bibi avec Pierre Fresnay et Michel Aumont
- 1939 : Rappel immédiat avec Mireille Balin et Erich von Stroheim
- 1939 : Le Bois sacré
- 1940 : Le Collier de chanvre
- 1941 : Fromont jeune et Risler aîné
- 1942 : Cartacalha, reine des gitans avec Viviane Romance
- 1942 : Forte Tête avec René Dary
- 1943 : L'Homme sans nom
- 1945 : La Route du bagne
- 1946 : Nuits d'alerte
- 1947 : La Dernière Chevauchée
- 1948 : Le Dolmen tragique
- 1949 : L'Homme aux mains d'argile
- 1949 : La Danseuse de Marrakech
- 1953 : Mon gosse de père avec Jean Tissier